# Хелиос Србија
Хелиос Србија а. д. предузеће је које се бави производњом боја и лакова. Производни програм обухвата боје и лакове за заштиту и декорацију метала и дрвета, грађевинске премазе и боје за путеве. Седиште, као и производња, се налази у Горњем Милановцу, Србија. Ради као акционарско друштво, а 2003. већински власник је постала словеначка Хелиос групација и тада је Звезда променила име у Звезда-Хелиос. Од 2016. године име је промењено у Хелиос Србија а.д.

## Историја
Основано је 1953. под називом „Гранит“. Фабрика 1956. мења име у Звезда и тада почиње са производњом боја за фасаде и унутрашње зидове. До 90-их година двадесетог века Звезда се брзо развија, а посебна пажња се поклања увођењу нових технологија и прилагођавању захтевима тржишта. Звезда је 2002. са норвешким партнером формирала заједничку фирму Звезда-Торда, која производи штампарске боје за паковања, а од 2010. Звезда-Торда је у власништву Флинт групе.
Хелиос групација 2003. од малих акционара купује већински пакет акција (77%), тако да Звезда те године мења име у Звезда-Хелиос, чиме Звезда улази у састав Хелиос Групе. У 2008. години у Србији се формирају два дистрибутивна канала. Обједињавањем свих индустријских области, Звезда – Хелиос постаје производна фирма специјализована за продају индустријских премаза, док фирма ДЦБ Хелиос постаје специјализовни трговац декоративних и ауторепаратурних премаза Хелиос Групе.
2014. године Хелиос Група постаје власништво Ring Int. Holding-а из Беча и убрзо се, 2016. године ДЦБ Хелиос припаја фирми Звезда-Хелиос а.д. Нова, интегрисана компанија добија име Хелиос Србија а.д. и тако постаје велика прозводно – продајна фирма.